# روابط تاجیکستان و یونان
روابط یونان و تاجیکستان اشاره به روابط خارجی میان یونان و تاجیکستان دارد.

## تاریخ

### روابط اولیه
اولین تماس میان یونان و تاجیکستان در سال ۳۲۹ پیش از میلاد هنگام ورود اسکندر مقدونی به قلمرو تاجیکستان امروزی رخ داد. زمانی اسکندر در آنجا بود، او شهر اسکندریه اسخاته را تأسیس کرد. تقریباً صد سال پس از مرگ اسکندر، دولت یونانی بلخ و دولت یونانی هند توسط فرزندان یونانیانی که در این منطقه ساکن شده بودند، در تاجیکستان تأسیس شدند.

### روابط امروزی
در سپتامبر ۱۹۹۱، تاجیکستان درست پیش از انحلال اتحاد جماهیر شوروی در دسامبر ۱۹۹۱ به یک کشور مستقل تبدیل شد. در ۳۰ سپتامبر ۱۹۹۲، یونان و تاجیکستان روابط دیپلماتیک برقرار کردند. در تاریخ ۱ دسامبر ۲۰۰۹ در آتن، وزیر امور خارجه تاجیکستان، خامرخون ظریفی با وزیر امور خارجه یونان جورج پاپاندرو ملاقات کرد. توجه اصلی در هنگام تبادل نظر به مسائل روابط دو جانبه تاجیکستان و یونان، به ویژه در زمینه تجارت و اقتصاد و همچنین سایر موضوعات منطقه ای مورد علاقه دو طرف بود.

## نمایندگی‌های دیپلماتیک
- یونان از سفارت خود در مسکو، روسیه به تاجیکستان نماینده است.[ نیاز به منبع ]
- تاجیکستان به یونان نمایندگی ندارد.[ نیاز به منبع ]